# Smeringopus carli
Smeringopus carli är en spindelart som beskrevs av Roger de Lessert 1915. Smeringopus carli ingår i släktet Smeringopus och familjen dallerspindlar.
Artens utbredningsområde är Uganda. Inga underarter finns listade i Catalogue of Life.